# Casa de Poblet
La casa de Poblet és un edifici de Vinaixa (Garrigues) declarat bé cultural d'interès nacional.

## Descripció
Edifici administratiu dels segles XIV-XVI, amb afegits d'època renaixentista. Se situa en el centre antic de la població. És un gran casal estructurat en planta baixa, dos pisos i golfes. La façana està parcialment arrebossada. L'entrada és un gran arc de mig punt amb dovelles ben escairades deixades a la vista. A la clau hi ha gravat, un calze, escut heràldic de l'abat Copons de Poblet; a la part del darrere es repeteix la finestra amb els arcs en forma de trèvol. La resta de les obertures estan distribuïdes de forma arbitrària. Estan totes allindades, de petites dimensions i sense cap ornament a excepció de la finestra gemminada del centre, molt probablement un afegit posterior. Tant aquesta com a les obertures de les golfes s'observa l'ús de materials diversos als de la resta del parament, fruit potser d'un segon moment constructiu. La coberta és de teula àrab, amb un embigat de fusta que caldria restaurar. Com a curiositat podem destacar tres arcades gòtiques a l'interior de l'habitatge, totes signades pel picapedrer que les tallà.

## Història
Aquest edifici és el model de residència modesta a utilitzar pels monjos del Monestir de Poblet. Durant molts segles fou el lloc on els abats de Poblet hi cobraven els delmes del monestir. L'edifici sencer ha estat restaurat i rehabilitat per retornar-lo a l'estat original del segle xix.